# Заполье (Любомльская городская община)
Запо́лье (укр. Запі́лля) — село в Любомльской городской общине Ковельского района Волынской области Украины.
До 2020 года входило в Любомльский район.
Код КОАТУУ — 0723381701. Население по переписи 2001 года составляет 656 человек. Почтовый индекс — 44331. Телефонный код — 3377. Занимает площадь 1,47 км².

## Известные уроженцы
- Влас Мизинец (1907—1943) — украинский поэт и публицист, активный деятель революционного подполья на Западной Украине.